# Nelfa Querubin
Nelfa Querubin, née à Concepcion en 1941, est une céramiste philippine active aux États-Unis. Elle est aussi connue comme Nelfa Querubin-Tompkins.

## Biographie
Fille d'un pêcheur et d'une femme au foyer, Nelfa Querubin naît en 1941 à Concepcion, une ville côtière de la province de Iloílo, au centre des Philippines,.
Elle débute comme peintre et graveuse et semble bien partie pour réussir une carrière de graveuse, en étant notamment lauréate des concours nationaux annuels de la Printmakers Association of the Philippines, créée par Manuel Rodriguez Sr.. Elle découvre cependant la poterie et l'argile en 1973 et devient une pionnière de la poterie d'atelier aux Philippines,,. Elle se consacre alors à l'étude et à l'expérimentation des matériaux céramiques locaux et à la conception des fours. Elle remporte rapidement les premiers prix des concours nationaux de céramique, en 1973 et 1975, et est chargé par le Design Center of the Philippines de produire des poteries en grès à partir de matériaux locaux. En 1980, elle reçoit le Cultural Center of the Philippines Thirteen Artists Award pour ses contributions à l'art contemporain philippin,
Elle émigre aux États-Unis en 1985 et s'installe à Golden, dans le Colorado, au centre du pays, avec son mari Michael Tompkins,,.
En 2015, elle publie A Passion for Clay, coécrit avec Patrick Flores et Imelda Cajipe-Endaya.
Tout au long de sa carrière, elle a produit une importante collection de poteries fonctionnelles et sculpturales dont les formes, les couleurs et les textures organiques reflètent les coquillages, les rochers, le bois flotté et les fruits tropicaux mûrs qui abondent dans l'environnement de son atelier d'Iloílo, mais aussi de la nature qu'offre le Colorado, où elle vit depuis 1985, avec ses différentes saisons et les formations rocheuses très diverses. Son style évolue du réalisme vers l'expressionnisme abstrait.
Nelfa Querubin a participé à de nombreuses expositions nationales et internationales et a fait l'objet de trois rétrospectives. Ses œuvres font partie des collections de l'Université des Philippines de Visayas à Miagao, du Kirkland Museum of Fine & Decorative Art de Denver, du Centre culturel des Philippines, du Design Center of the Philippines et de la Banque centrale des Philippines, ainsi que de diverses collections publiques et privées,.

## Publications
- Clay and woodfiring : a practical guide to studio pottery and ceramic art in the Philippines (avec Elnora M. Mercado), 1995[8]
- Life with clay, 2009[9]
- Peace and Joy in My Real World, 2012[4]
- A Passion for Clay (avec Patrick Flores et Imelda Cajipe-Endaya), 2015[10]
- The winding Road to Change, 2020[1].

## Expositions notables
- Museo Iloilo (bcl), Iloílo
  - Exposition d'estampes et de peintures, en 1971[3]
  - Exposition de poterie en terre cuite, en 1975[3]
- Hilton Art Center, Manille
  - Exposition de poterie en grès, en 1976[3]
- Sining Kamalig, galerie d'art à Quezon City
  - Exposition de poterie en grès, en 1978[3]
  - Exposition de poterie en grès, en 1981[3]
- Hiraya Gallery, galerie d'art à Manille
  - Exposition de poterie en grès, en 1983[3]
- Ayala Museum, Makati
  - « Terrain: The Works of Nelfa Querubin » : rétrospective de l'œuvre de Querubin des années 1960 à 2012[2],[11]

## Prix et reconnaissance
Nelfa Querubin remporte les premiers prix des concours nationaux de céramique de 1973 et 1975. En 1980, elle reçoit le Thirteen Artists Award décerné par le Centre culturel des Philippines.
L'université centrale des Philippines a consacré l'une des salles de sa bibliothèque à Nelfa Querubin, la nommant Querubin Room et y présentant plusieurs œuvres de l'artiste.